# 베트남의 소리

베트남의 소리(베트남어: Đài Tiếng nói Việt Nam, Voice of Vietnam 약칭 VOV)는 베트남의 국영방송국이다. 1945년 9월 2일에 베트남의 수도 하노이에서 설립되었다.

## 연혁
- 1945년 9월 2일 하노이에서 베트남의 건국 선언을 생방송을 한다.
- 1945년 9월 7일 최초의 공식 방송을 함(베트남의 소리 창립기념일)
- 1945년 9월 15일 영어, 프랑스어 뉴스 속보 개시.
- 1946년 11월 전쟁으로 하노이를 떠나고 피난.
- 1954년 10월 22일 하노이에 귀환.
- 1970년 9월 7일 창립 25주년 기념으로 텔레비전(VTV)의 방송을 개시.
- 1975년 4월 30일 남베트남의 방송국을 접수함.(베트남 전쟁 종결)
- 1977년 1월 18일 베트남정부는 베트남 라디오·텔레비전 위원회를 발족시켜서 VOV(라디오)와 VTV(텔레비전)를 분리하고, 함께 이 위원회에 속하게 한다.
- 1983년 8월 16일 VOV는 정부의 관리하가 된다.
- 1987년 10월 베트남 라디오·텔레비전 위원회가 해산, VOV와 VTV는 부처급 기관이 됨.
- 2017년 7월 대한민국의 라디오방송국 경기방송과 협력사업.

## 국내 방송
- VOV1 - 뉴스와 시사
- VOV2 - 문화와 사회
- VOV3 - 음악과 엔터테인먼트
- VOV4 - 소수민족 언어 방송
- VOV5 - 외국어 방송
- VOV6 - 외국 청취자를 위한 국제방송

## 인터넷 방송
현재 VOV1, VOV2, VOV3, VOV4, VOV6의 방송 프로그램을 인터넷에서 방송하고 있다.

## 방송 언어(VOV5,VOV6)
| - 베트남어 - 영어 - 프랑스어 - 러시아어 - 스페인어 - 일본어 | - 중국어 - 광둥어 - 라오스어 - 태국어 - 크메르어 - 인도네시아어 - 한국어 |